# Camilla Ravera
Camilla Ravera, née le 18 juin 1889 à Acqui Terme, Piémont, et morte le 14 avril 1988 à Rome, est une partisane, syndicaliste et personnalité politique italienne, cofondatrice en 1921 du Parti communiste italien, nommée sénatrice à vie de la République italienne en 1982.

## Biographie
Née à Acqui Terme en 1889, Camilla Ravera est la fille d'un fonctionnaire du ministère des finances. Elle devient maîtresse d"école et s'inscrit au PSI en 1918. De 1919 à 1920, elle participe à la rédaction de la revue politique L'Ordine Nuovo (L'Ordre nouveau) d'Antonio Gramsci. Avec ce dernier, elle fait partie des fondateurs en 1921 du Parti communiste italien,. Elle est chargée de l’organisation féminine et fonde le journal La Compagna.
Quand Gramsci est emprisonné par le régime fasciste, elle est déléguée aux divers congrès du Comintern et rencontre Lénine et Staline. En 1930, elle est arrêtée à Arona et condamnée à quinze ans de prison par les autorités fascistes. Elle en effectue cinq en cellule puis elle est assignée à résidence sur l'île de Ponza puis à Ventotene.
En 1939, elle prend position contre le pacte Molotov-Ribbentrop ce qui lui vaut d'être exclue du PCd'I avec Umberto Terracini. Elle est réintégrée en 1945 et élue au conseil communal de Turin en 1946. En 1945, Camilla Ravera, rédactrice du journal féminin clandestin Compagna, reçoit la médaille d'or de la résistance
Elle est élue députée aux deux premières élections républicaines, pour les législatures de 1948 et 1953.

### Sénatrice à vie
Le 8 janvier 1982, Camilla Ravera est nommée sénatrice à vie par le président Sandro Pertini,. Elle est la première femme en Italie à recevoir ce titre, suivie notamment par Rita Levi-Montalcini (mais en 2001) et par Elena Cattaneo (en 2013).

## Honneurs
- À Acqui Terme, le siège du Parti des communistes italiens lui est dédié[4].
- Des rues d'Alexandrie, Ferrare, Suzzara (province de Mantoue) et Pontassieve (province de Florence) ont reçu son nom.